# Distrito Escolar de Agua Fría
El Distrito Escolar de Agua Fría (Agua Fría Union High School District # 216, AFUHSD) es un distrito escolar del Condado de Maricopa, Arizona. Abrió en 1955, y sirve Avondale, Goodyear, y Litchfield Park. Gestiona cuatro escuelas preparatorias (high schools). Tiene su sede en Avondale.